# Torpedonoscy
Torpedonoscy (Торпедоносцы) è un film del 1983 diretto da Semёn Davidovič Aranovič.

## Trama
Il film è ambientato nell'anno 1944. Il film racconta di piloti che svolgono missioni di combattimento e fanno tutto il possibile per tornare ai propri cari.